# ルチオ・フルチ
ルチオ・フルチ（Lucio Fulci イタリア語発音: [ˈlutʃo ˈfultʃi] 1927年6月17日 - 1996年3月13日）は、イタリア・ローマ出身の映画監督、脚本家。
ホラー映画・スプラッター映画を中心に多くの作品を発表した。没後、批評家によって再評価され、スプラッター映画のジャンルにおけるマエストロと捉えられている。また、サム・ライミやクエンティン・タランティーノは"フルチの映画から多大な影響を受けた。"とインタビューで度々語っている。
古典的なジャンル映画（ホラー、スリラー、コメディ、マカロニ・ウエスタンなど）を監督した。視聴者を挑発し、衝撃を与えようとするテーマとスタイルを含んでいた為、自身を"ジャンルテロリスト"と呼んでいた。
日本で劇場公開された本数は少ないが、ビデオやテレビ放送などで一定の知名度と人気を獲得していた。

## 経歴
1927年6月17日にローマのトラステヴェレ地区で生まれた。両親は熱心なカトリック教徒で、厳格な母親はフルチが将来弁護士になってくれることを望んでいた。
フルチは国立寄宿学校に通った後、3年間ヴェネツィアにある海軍学校に通い、青少年サッカーチームでゴールキーパーの役割を担当した。その後、ローマに戻り、高校に再入学するとイタリア共産党に関するサークル活動に参加した。この頃フルチは芸術に、中でも映画に興味を持ち始めたが、母親は大学に入学することを切望した為、医学部に入学し薬学を専攻した。しかし、全く関心の無かったフルチは文学部哲学科に再入学し、学位を取得した。
この頃、金持ちの令嬢に振られたフルチは、落ち込みながら乗った電車の中で、向いに座った男性が読んでいる新聞の広告を目にする。それは、"国立映画実験センターが再開する"という内容だった。それを見てフルチは衝動的に受験する事に決めた。最終試験で、ルキノ・ヴィスコンティ監督の『郵便配達は二度ベルを鳴らす』について聞かれた際に「あんなのジャン・ルノワールの模倣じゃないか！」と言ってのけ、審査員を唖然とさせたが、審査委員長であり、その映画を撮った当人であり、且つルノワールとは面識があるヴィスコンティに「物怖じしないその姿勢こそ映画界には重要である。」と評価され合格になったという逸話がある。(ちなみに、フルチは入学した頃にパルミーロ・トリアッティに対するデモをイタリア共産党本部の前で行った罪で逮捕され、母親に一時的に故郷へと連れ戻された事もあるという。)
上記のように、フルチは反骨精神が強く、愛娘アントネッラも「自分の人生が誰かにコントロールされようとしていると感じたら、あらゆる手を尽くして猛烈に反抗するような人。不平不満は多いし、彼のブラック・ユーモアは自分も含めて誰にも理解が出来ない」と答えている。 
国立映画実験センターで学んだ後、イタリア式コメディで名を馳せた映画監督ステーノに師事した。1959年に"I ladri"でデビューし、1970年代後半までコメディ映画とサスペンス（ジャーロ）映画で一定の評価を得る。しかし、1969年の"Beatrice Cenci"や1972年の『マッキラー』といった娯楽映画の中でカトリック教会を痛烈に批判し、扱いづらい職人監督というレッテルも貼られた。その他にも、カトリック教会や欧米の古い因習を批判する内容の映画を何度か撮っており、カトリック教会から目をつけられていた模様である。フルチ本人は「私は神を捜し求めながらも、疑問を抱いている人間だ。」「自分の言動は内面の脆さの裏返しである。」と述べている。
1979年に南国を舞台にしたゾンビ映画『サンゲリア』を監督したことによってフルチの映画監督人生は180度変わる。強烈な人体破壊描写と全編に流れる耳障りなノイズは多くのクリエイターに影響を与え、ジョージ・A・ロメロと双肩を成すゾンビ映画監督、もしくはマスター・オブ・ゴアという肩書きを手に入れた。本作は、ロメロの『ゾンビ』に便乗する形で『Zombi 2』と続編のように公開したため、続編が作れなくなったダリオ・アルジェントに紙面で苦情を述べられたが、「ゾンビは元々ブードゥー教の伝承であり、権利をどうこう言う筋合いはない。」と反論した。そのロメロが『ゾンビ』の作中で込めた「消費社会への風刺」といった作風に対しても「ああいったテーマを映画に込めるのはちゃんとした娯楽作品を作れない人間のやることだ。」と酷評している。
『サンゲリア』のヒット後、日本でも多くのビデオソフトが題名に「ルチオ・フルチの～」と冠して発売されるという、大巨匠なみの栄誉に浴している。ファンの多くは『サンゲリア』『地獄の門』『ビヨンド』を絶頂期の三大傑作とし、続く『墓地裏の家』『ザ・リッパー』でやや勢いを失い、以降の作品はほとんど失敗作とする意見が多いが、上記の作品以外にも今尚カルト的人気を誇る作品も少なくない。娯楽映画の体を成しながら難解な結末が用意されている事が多く、その点で賛否は大きく分かれる。作品毎に作風が変化してくるところも特徴的だった。60代半ばまで多作を続けたが、最後の数年は健康を損ね第一線を退いていた。ちなみに、生前撮った自らの監督作品で最も嫌いなのは『サンゲリア2』である。
1996年、ダリオ・アルジェントの製作による『肉の鑞人形』を監督する予定だったが、糖尿病の合併症により死去した。当初、彼はフラミニオ墓地に埋葬され、現在はローマのローレンティーノ墓地に埋葬されている。

## フィルモグラフィー
- 人間と野獣と美徳 L'uomo,la bestia e la virtu（1953）
- 無常なるかな人生 Un giorno in pretura（1954）
- I ladri（1959）
- I ragazzi del juke box（1959）
- Urlatori alla sbarra（1960）
- Colpo gobbo all'italiana（1962）
- I due della legione（1962）
- Le massaggiatrici（1962）
- Uno strano tipo（1963）
- Gli imbroglioni（1963）
- I maniaci（1964）
- I due evasi di Sing Sing（1964）
- I due pericoli pubblici（1964）
- 002 agenti segretissimi（1964）
- Come inguaiammo l'esercito（1965）
- 002 operazione Luna（1965）
- I due parà（1965）
- Come svaligiammo la Banca d'Italia（1966）
- 真昼の用心棒 Le colte cantarono a morte e fu... tempo di massacro（1966）
- つむじ風のキッド I'll Kill Him and Return Alone（1967）
- Come rubammo la bomba atomica（1967）
- Il lungo, il corto, il gatto（1967）
- 奇想天外 泥棒大作戦 Operazione San Pietro（1967）
- 女の秘めごと Una sull'altra（1969）
- Beatrice Cenci（1969）
- 幻想殺人 A Lizard in a Woman's Skin（1971）
- ザ・エロチシスト All'onorevole piacciono le donne（1972）
- マッキラー Non si sevizia un paperino（1972）
- 白い牙 Zanna Bianca（1973）
- 名犬ホワイト 大雪原の死闘 Il Ritorno di Zanna Bianca（1974）
- 荒野の処刑（イタリア語版、英語版） I Quattro dell'apocalisse（1975）
- Il Cav. Costante Nicosia demoniaco, ovvero: Dracula in Brianza（1975）
- La pretora（1976）
- ルチオ・フルチのザ・サイキック Sette note in nero（1977）
- シルバー・サドル 新・復讐の用心棒 Sella d'argento（1978）
- サンゲリア Zombi 2（1979）
- 野獣死すべし Luca il contrabbandiere（1980）
- 地獄の門 Paura nella città dei morti viventi（1980）
- ルチオ・フルチの恐怖!黒猫 Black Cat (Gatto nero)（1981）
- ビヨンド E tu vivrai nel terrore - L'aldilà（1981）
- 墓地裏の家 Quella villa accanto al cimitero（1981）
- ザ・リッパー Lo Squartatore di New York（1982）
- マンハッタン・ベイビー Manhattan Baby（1982）
- SFコンクエスト 魔界の征圧 La conquista（1983）
- 未来帝国ローマ Rome, 2072 A.D. the New Gladiators（1984）
- ルチオ・フルチのマーダロック Murderock - uccide a passo di danza（1984）
- イノセント・ドール 虜 Il Miele del diavolo（1986）
- 怒霊界エニグマ Aenigma（1987）
- タッチ・オブ・デス 死の感触 Quando Alice ruppe lo specchio（1988）
- ルチオ・フルチのゴーストキラー Il Fantasma di Sodoma（1988）
- サンゲリア2 Zombi 3（1988）
- ルチオ・フルチのホラー・ハウス La Dolce casa degli orrori（1989）
- ルチオ・フルチのクロック La Casa nel tempo（1989）
- Hansel e Gretel（1990）※クレジットなし
- ナイトメア・コンサート Un Gatto nel cervello（1990）
- ルチオ・フルチの新デモンズ Demonia（1990）
- ルチオ・フルチの地獄の門2 Voci dal profondo（1991）
- ヘルクラッシュ! 地獄の霊柩車 Le Porte del silenzio（1991）